# タンジャーヴール

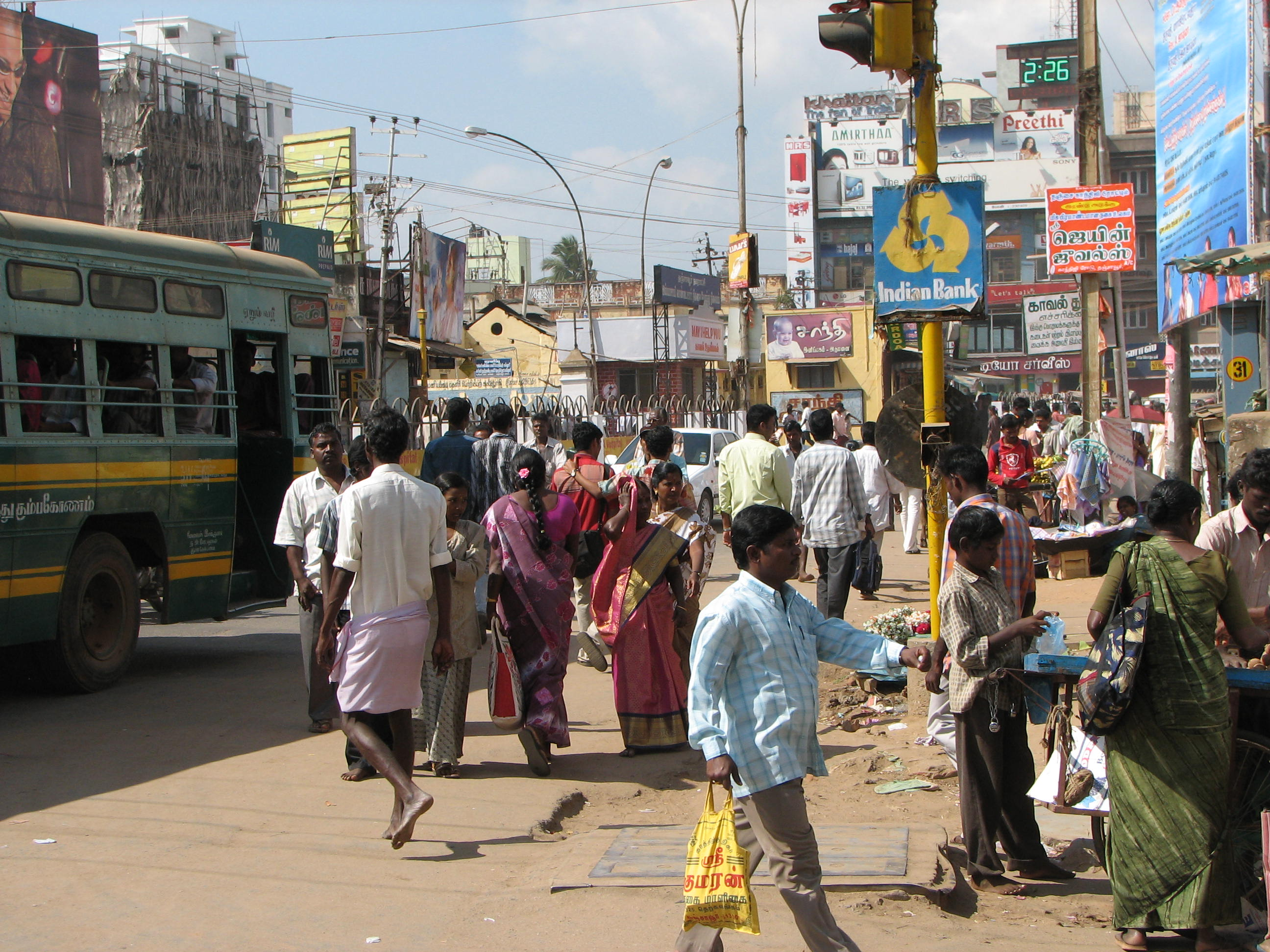
街の風景

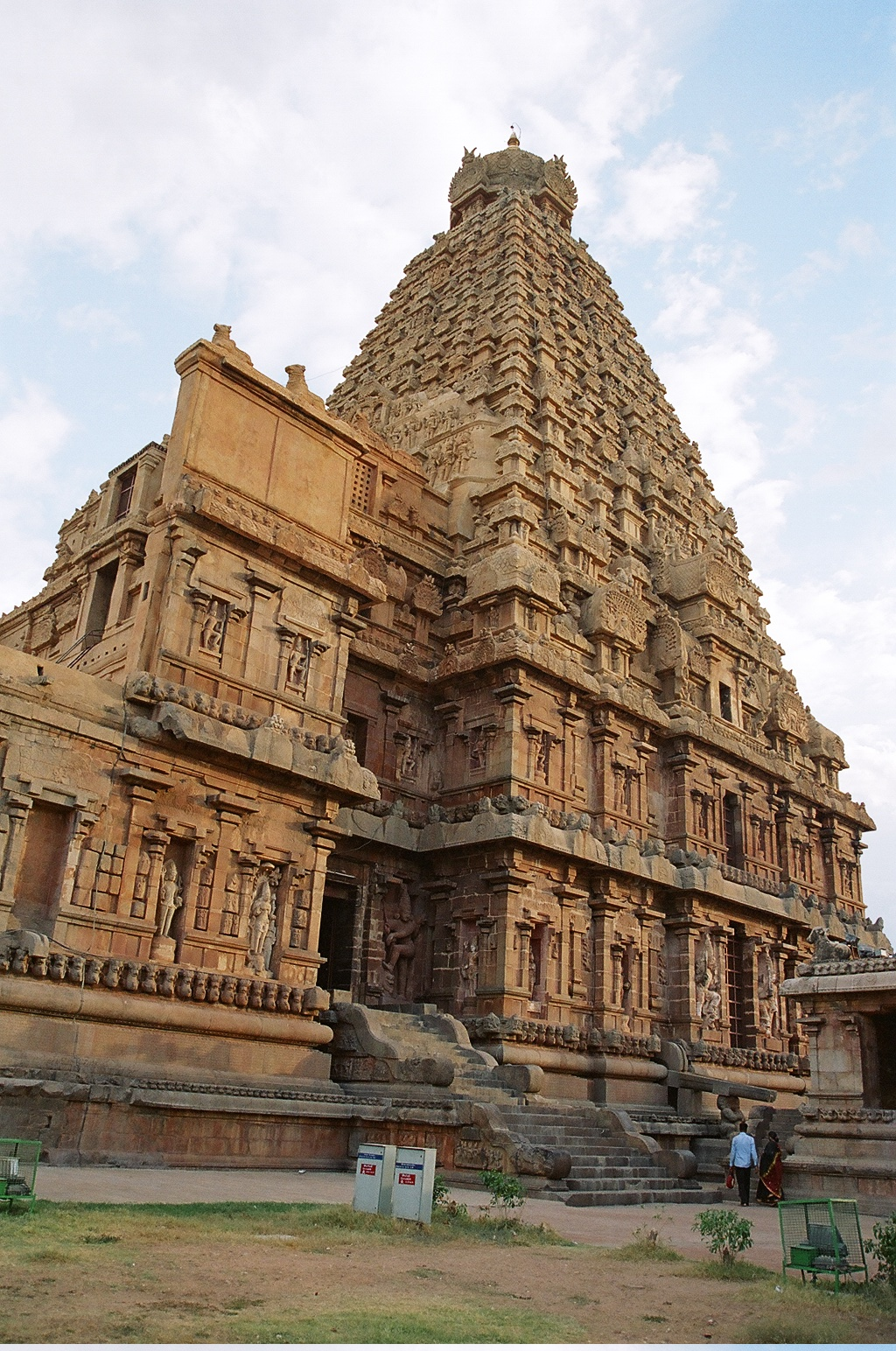
寺院

タンジャーヴール（タミル語：தஞ்சாவூர், Thanjavur）は、インドのタミル・ナードゥ州にある都市で、タンジャーヴール県の県庁所在地。カーヴェーリ川の河畔に発達した古都である。

## 名称
タンジャーヴールはイギリス統治下においてタンジョール（Tanjore）と呼ばれていた。
伝説によると、タンジャーヴールは「タンジャンの町」という意味であり、アーナンダヴァッリ・アンマンおよびニーラメーガ・ペルマールによって殺された阿修羅であるタンジャンの名に由来するとされる。
インド大統領および首相が搭乗する政府専用機の名称は「タンジョール」であり、この都市の名から取られている。

## 歴史
11世紀には、チョーラ朝の首都で、同王朝の全盛期を築いた英主ラージャラージャ1世は、自らの名をつけたラージャラージェーシュヴァラ寺院を1010年に完成させた。世界遺産になっているブリハディーシュヴァラ寺院がそれである。
16世紀には、ヴィジャヤナガル王国のタンジャーヴール・ナーヤカ朝の首都で、17世紀の君主ラグナータ・ナーヤカはヴェンカタ2世と協力して侵入してくるゴールコンダ王国と戦い、トップールの戦いでも活躍した。
1675年、シヴァージーの弟ヴィヤンコージー（エコージー）が、この都市を拠点としてをタンジャーヴール・マラーター王国を建てた。同国はマラーター同盟を構成する一勢力となった。

## 地理
北緯10度48分0秒 東経79度9分0秒 / 北緯10.80000度 東経79.15000度
- 県外
  - チェンナイまで 334km
  - ティルッチラーッパッリまで 55km
  - マドゥライまで 158km
  - コーヤンブットゥールまで 258km
  - カンニヤークマリまで 400km

## その他
日本のフュージョンバンドであるT-SQUAREのアルバムSweet&Gentle（1999）に、「FROM TANJAVUR」というナンバーがある。